# 戈特拉 (拉贾斯坦邦)
戈特拉（Gothra），是印度拉贾斯坦邦金基農縣的一个城镇。总人口21819（2001年）。

## 人口
该地2001年总人口21819人，其中男性11796人，女性10023人；0－6岁人口2269人，其中男1237人，女1032人；识字率77.36%，其中男性为85.83%，女性为67.39%。